# CS-420
De CS-420 (Carretera Secundaria 420) een secundaire weg in Andorra. De weg verbindt de CG-4 ten zuiden van Pal met het wintersportgebied van Pal en is ongeveer twee kilometer lang.